# Tommi Mäkinen
Tommi Antero Mäkinen  (n. 26 iunie 1964, Puuppola, Finlanda) este un fost pilot finlandez de raliu. Mäkinen este unul din cei mai de succes piloți WRC din toate timpurile, având la activ patru titluri de campion (1996, 1997, 1998, 1999), fiind la egalitate cu Juha Kankkunen și în spatele lui Sébastien Loeb (9 titluri).